# Emilio Quintana
Emilio Quintana Pareja (Loja, Granada, 16 de agosto de 1964) es un escritor y poeta español.

## Poesía
Sus primeros  escritos aparecieron a finales de los años ochenta en el suplemento cultural "Citas" (Diario de Jerez), dirigido por José Mateos. De 1992 a 1994 dirigió la revista de literatura Nada Nuevo, junto con Julio Martínez Mesanza, Miguel d'Ors, José Carlos Llop y Juan Manuel Bonet. Ha colaborado en revistas como Contemporáneos, Escrito en el agua, Clarín, Rosa cúbica, Nadie parecía o la revista hispano-lusa Canal. Actualmente publica en la revista cultural Ambos Mundos. 
En 1992 ganó el Premio Villa de Benasque de poesía con El mal poeta, libro publicado al año siguiente (Ed. Comares, Granada, 1993). Su obra poética ha sido recogida en diversas antologías de poesía española contemporánea, como Selección nacional, última poesía española de José Luis García Martín (1995; 2ª ed. 1998), Los cuarenta principales. Antología general de la poesía andaluza de Enrique Baltanás (Ed. Renacimiento, Sevilla, 2002), o Sombra hecha de luz. Antología de poesía andaluza actual (1950-1978) de Abel Feu (México, 2006). 
En 2012 ha publicado Poemas escritos a lápiz (Sevilla, Los Papeles del Sitio, 2012).

## Traducciones
Ha traducido a diversos autores, entre ellos al francés Pierre Albert-Birot (Ediciones Ulises, Sevilla, 2014), al inglés Logan Pearsall Smith, al norteamericano James Thurber, al sueco-finlandés Henry Parland (Ed. El genio Maligno, Granada, 2014), o al polaco Stanislaw Jerzy Lec (Ed. Península, Barcelona, 1996).

## Estudios filológicos
Buen conocedor de la literatura de vanguardia, ha participado en numerosos encuentros internacionales. En su tesis doctoral se ocupa de la revista "Cervantes (1916-1920). Entre el modernismo y la vanguardia". Ha editado la comedia El clavo de Jael, de Antonio Mira de Amescua, así como Doña Gramática (1942), sainete para estudiantes de español, obra de Pedro Salinas, Enrique Díez-Canedo y Joaquín Casalduero entre otros (Ed. Difusión, Barcelona, edición no venal). 
Dirige actualmente Hallali.Revista de estudios culturales sobre la Gran Guerra y el mundo hispánico.